# 彼得·戴尔
彼得·戴尔（英語：Peter Dale，1963年10月30日—），澳大利亚男子游泳运动员。他曾代表澳大利亚参加1986年英联邦运动会游泳比赛，获得一枚金牌和一枚银牌。他也曾参加1984年夏季奥林匹克运动会。